# Gabriele Tarquini

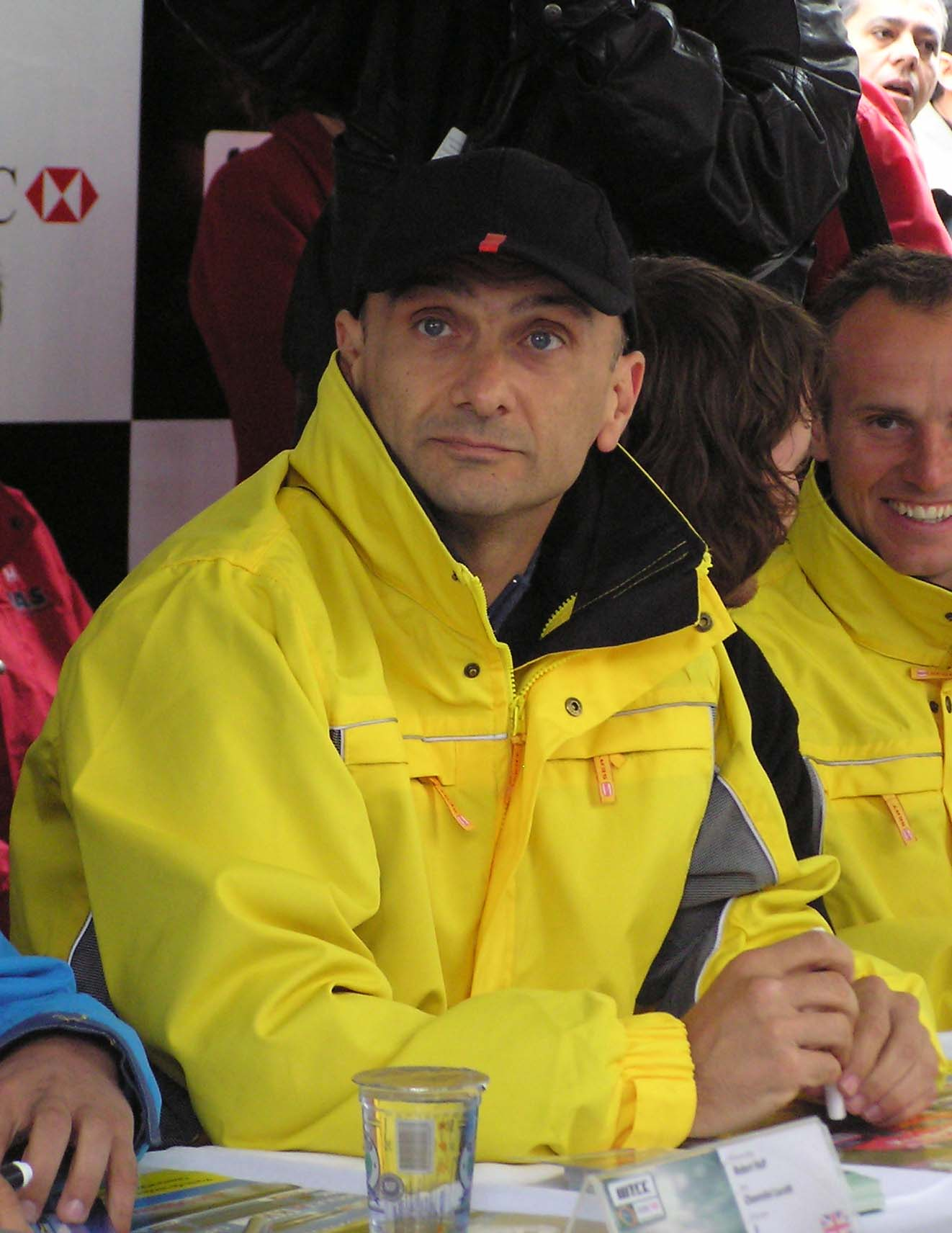
Imatge de Gabriele Tarquini durant el WTCC de 2006.

Gabriele Tarquini (Giulianova, Itàlia, 2 de març de 1962) és un expilot de Fórmula 1 italià i actualment pilot de turismes. Participà en 78 grans premis, obtenint tan sols 1 punt en tota la seva trajectòria i manté actualment el rècord de major nombre de temptatives fallides per la prequalificació d'un gran premi, principalment a causa de conduir sempre cotxes molt lents.
L'any 2009 es proclamà guanyador del Campionat Mundial de Turismes amb l'equip SEAT Sport i el 2018 de la Copa del Món de Turismes amb l'equip BRC Racing Team.

## Fórmula 1

### Osella (1987)
Debutà en la Fórmula 1 amb l'equip Osella l'any 1987 en el Gran Premi de San Marino, essent l'única vegada en què Osella competí amb dos cotxes.

### Coloni (1988)
El 1988 fitxà pel Enzo Coloni Racing Car Systems, començant tan sols 8 de les 16 curses, obtenint com a millor resultat una 6a posició al Gran Premi de Mèxic.

### FIRST i AGS (1989 - 1991)
La temporada 1989 firmà contracte per FIRST, assolí una nova 6a posició al Gran Premi de Mèxic com a millor resultat, així com en el Gran Premi dels Estats Units. Pilotà per aquest equip fins al 1991.

### Fondmetal (1992)
La temporada 1992 fitxà per Fondmetal, però l'equip quebrà, malgrat que prèviament Tarquini pogué demostrar la seva velocitat al desqualificar al Ferrari d'Ivan Capelli en el Gran Premi de Bèlgica.

### Tyrrell (1995)
Per la temporada de 1995 tingué contracte amb Tyrrell, essent un pilot pels tests i essent l'última temporada en què participà en la Fórmula 1.

## Turismes

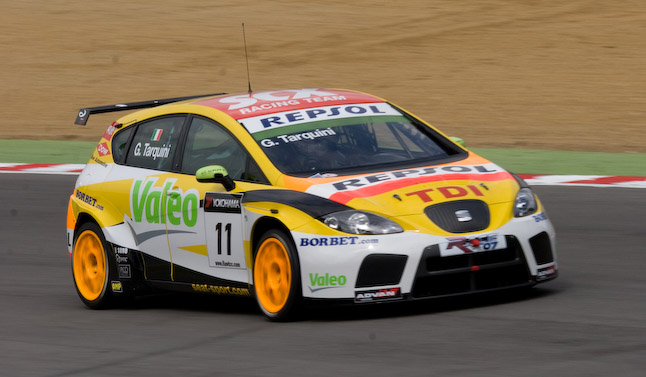
Cotxe amb el qual Tarquini disputà al Circuit de Brands Hatch el Campionat Mundial de Turismes de 2008.

Després d'abandonar la Fórmula 1 l'any 1992, malgrat després ser pilot de tests l'any 1995, Tarquini començà la seva trajectòria en el món dels turismes, proclamant-se campió del Campionat Britànic de Turismes l'any 1994 amb un Alfa Romeo. A més a més, durant la dècada els 90 obtingué 4 Campionats de Turismes a Alemanya i Bèlgica.
Posteriorment inicià amb força èxit la seva trajectòria dins del Campionat d'Europa de Turismes i, a partir de la seva creació el 2005, en el Campionat Mundial de Turismes amb l'equip SEAT Sport. Tarquini aconseguí el 2008 el subcampionat mundial i el títol de marques, mentre que a la temporada 2009 aconseguí novament el títol de marques i aquest cop si també el títol Mundial per pilots. El 2018 va guanyar la Copa del Món de Turismes amb l'equip BRC Racing Team.